# شبرق مستدير الأوراق
الشبرق مستدير الأوراق (باللاتينية: Ononis rotundifolia) نوع نباتي ينتمي إلى جنس الشبرق من الفصيلة البقولية.

## الموئل والانتشار
موطنه مناطق غرب حوض البحر الأبيض المتوسط من إيطاليا إلى فرنسا وإسبانيا إضافة إلى النمسا وسويسرا.